# Papirus 104
Papirus 104 (według numeracji Gregory-Aland), oznaczany symbolem {\displaystyle {\mathfrak {P}}^{104}} – wczesny grecki rękopis Nowego Testamentu, spisany w formie kodeksu na papirusie. Paleograficznie datowany jest na II wiek. Zawiera fragmenty Ewangelii według Mateusza.

## Opis
Zachował się tylko fragment jednej karty Ewangelii według Mateusza (21,34-37.43.45). Oryginalna karta miała rozmiary 14 na 25 cm. Tekst pisany jest w 31 linijkach na stronę.
Nomina sacra pisane są skrótami.

## Tekst
Tekst grecki rękopisu reprezentuje zachodnią tradycję tekstualną. Od nowożytnych wydań krytycznych tekst rękopisu różni się tylko tym, że nie zawiera tekstu Mt 21,44. Jest najwcześniejszym rękopisem omijającym ten tekst.

## Historia
Rękopis prawdopodobnie powstał w Egipcie. Na liście rękopisów znalezionych w Oksyrynchos figuruje na pozycji 4404. Tekst rękopisu opublikował J. David Thomas w 1997 roku. INTF umieścił go na liście rękopisów Nowego Testamentu, w grupie papirusów, dając mu numer 104.
Rękopis datowany jest przez INTF na II wiek. J. David Thomas, wydawca kodeksu, uważał, że jest współczesny dla {\displaystyle {\mathfrak {P}}^{90}} i datował go na koniec II wieku. Comfort uważa natomiast, że jest wcześniejszy od Papirusu 90 oraz od każdego rękopisu z końca II wieku i datuje Papirus 104 na początek II wieku.
Cytowany jest w krytycznych wydaniach Nowego Testamentu (27 wydanie Nestle-Alanda – NA27).
Obecnie przechowywany jest w Ashmolean Museum (P. Oxy. 4404) w Oksfordzie.